# پلی‌میکسین بی
پلی‌میکسین بی(به انگلیسی: Polymyxin B) ، با نام تجاری Poly-Rx و دیگر نام‌ها فروخته می‌شود، آنتی بیوتیکی است که برای درمان مننژیت، ذات الریه ، سپتیسمی و عفونت‌های ادراری استفاده می‌شود. اگرچه برای بسیاری از عفونت‌های گرم منفی موثر است، اما برای عفونت‌های گرم مثبت مفید نیست. این دارو به صورت تزریق داخل وریدی، تزریق ماهیچه‌ای یا داخل رحمی یا استنشاقی تجویز می‌شود. فرم تزریقی معمولاً فقط در صورت عدم دسترسی به گزینه‌های دیگر استفاده می‌شود. همچنین به صورت ترکیبی باسیتراسین/ پلی‌مکسین بی و نئومایسین/ پلی‌میکسین بی/ باسیتراسین برای استفاده روی پوست موجود است.
عوارض جانبی شایع هنگام تزریق شامل مشکلات کلیوی، مشکلات عصبی، تب، خارش و بثورات پوستی می‌باشد. تزریق ماهیچه ای این دارو ممکن است منجر به درد قابل توجهی شود. سایر عوارض جانبی جدی ممکن است شامل عفونت‌های قارچی، آنافیلاکسی و ضعف عضلات باشد. هنوز مشخص نیست که آیا استفاده در دوران بارداری برای کودک بی خطر است یا خیر. پلی‌میکسین بی با تجزیه غشای سیتوپلاسمی اثر می‌کند که عموماً منجر به مرگ سلول‌های باکتریایی می‌شود. 